# Can Valent (Barcelona)
Can Valent, antigament anomenat Torre Morgadès, és una masia del barri de Porta de Barcelona, catalogada com a bé amb elements d'interès (categoria C).

## Història
El 1860, el propietari era Joaquim de Picó i de Saleta (†1876), fill de Teresa de Saleta-Morgadès i de Gomar (†1863) i de Josep de Picó i Bru, i a la seva mort va passar al seu fill Marià de Picó i de Valls. Aquest estava casat amb Emília Manso i de Zeffel, neboda del general Josep Manso i Solà, i foren els primers protectors del poeta Jacint Verdaguer, ja que també eren els propietaris del mas Torrents de Tavèrnoles, d'on procedia el pare del poeta.
Posteriorment, la masia va passar a mans dels Costa, que la tingueren fins als anys 1950, quan va ser adquirida per Sebastià Padrós, que de fet era qui havia treballat les terres i hi tenia plantacions de flors, que venia. Era un home enèrgic i de caràcter violent, i la gent l'anomenava «el ràpit» o el rei de les flors. Va contraure matrimoni i hi vivia amb la família. A la seva mort, entre els anys 1968 i 1969, la seva vídua va vendre la masia a la constructora Sala i Amat, que la utilitzà com a despatx i magatzem, fins que el 1985 va ser expropiada per l'Ajuntament de Barcelona. A partir d'aquell moment, va quedar abandonada i es va anar deteriorant.
El 1997, es va anunciar la construcció d'un tanatori al costat del cementiri de Sant Andreu. Tanmateix, la forta oposició veïnal va fer recular al consistori, que el 2008 va anunciar un nou projecte per a transformar la masia en una escola bressol pública, que va ser desestimat el 2010. Després de dècades d'abandonament, durant les quals va patir un incendi i va perdre la teulada, el 2021 se'n va aprovar la rehabilitació dels murs i la coberta, deixant per més endavant l'adequació de l'interior i els usos.

## Descripció
Presenta una planta basilical asimètrica amb tres cossos, un de central i dos de laterals. L'ala esquerra és significativament més gran que la dreta, a causa de la possible edificació d'un cos rectangular que devia correspondre a la torre de defensa original. A la part posterior es va construir un cos perpendicular amb coberta a dues aigües, unit a les teulades de les naus laterals i al que posteriorment se li van afegir tres habitacions més.
L'estuc que recobria les façanes ha desaparegut gairebé per complet. Als baixos de la façana principal hi un portal de mig punt adovellat, flanquejat per dues finestres. Al primer pis hi ha tres balcons, un per a cada nau, i dues finestres verticals en el possible cos rectangular. A sobre del balcó central hi ha una finestra que pertany a les golfes.
Un altre element destacable és el rellotge de sol, força deteriorat, de forma rectangular,
estret per la base i amb els vèrtexs inferiors esbiaixats per un quart de cercle.